# Esteban
Esteban es un nombre de pila masculino. Deriva de la palabra Στέφανος (stéfanos), que en griego antiguo significa el coronado y victorioso. El patronímico de Esteban es Estévez (Hijo de Esteban), a partir de la cristianización, su uso se relaciona menos con su origen griego, y más con los Santos y Papas que llevaron esté nombre. Su mención puede referirse a: Esteban de Bizancio, lexicógrafo griego del siglo VI y autor de la Ethnica.

## Variantes
Femenino: Estefanía.
| Variantes en otros idiomas | Variantes en otros idiomas                                                                      |
| -------------------------- | ----------------------------------------------------------------------------------------------- |
| Alemán                     | Stefan                                                                                          |
| Albanés                    | Shtjefën, Stefan                                                                                |
| Amhárico                   | ኢስትባን (Esţifanos)                                                                               |
| Árabe                      | Istfan (إصتفان, ستيف, ستيفن)                                                                    |
| Armenio                    | Ստեփանոս, Ստեփան (Stepanos, Stepan)                                                             |
| Asturiano                  | Estébanu                                                                                        |
| Bretón                     | Stefan                                                                                          |
| Búlgaro                    | Стефан (Stefan)                                                                                 |
| Catalán                    | Esteve                                                                                          |
| Checo                      | Štěpán, Štefan                                                                                  |
| Chino                      | 史提芬, 史蒂芬, 史地芬, 斯德望, 斯蒂芬-                                                         |
| Corso                      | Stefanu                                                                                         |
| Croata                     | Stjepan                                                                                         |
| Danés                      | Stefan                                                                                          |
| Español                    | Esteban, Estéfano (diminutivo: Estefi)                                                          |
| Eslovaco                   | Štefan                                                                                          |
| Esloveno                   | Štefan                                                                                          |
| Esperanto                  | Stefano                                                                                         |
| Euskera                    | Estepan, Ixtebe, Extiban                                                                        |
| Finlandés                  | Tapani, Stefanus                                                                                |
| Francés                    | Étienne, Stéphane, Estève                                                                       |
| Gaélico escocés            | Stìobhan, Stìophan, Stèaphan                                                                    |
| Gallego                    | Estevo                                                                                          |
| Georgiano                  | სტეფანე (Stephane)                                                                              |
| Griego                     | Στέφανος (Stephanos, Stefanos)                                                                  |
| Hebreo                     | סטיבן                                                                                           |
| Húngaro                    | István                                                                                          |
| Inglés                     | Steven (diminutivos: Stevie, Steffi y Steve), Stephen                                           |
| Irlandés                   | Steafán, Stíofán                                                                                |
| Islandés                   | Stefán                                                                                          |
| Italiano                   | Stefano                                                                                         |
| Latín                      | Stephanus                                                                                       |
| Letón                      | Stefans                                                                                         |
| Lituano                    | Steponas, Stepas                                                                                |
| Macedonio                  | Стефан, Стеван, Стево, Стефче (Stefan, Stevan, Stevo, Stefche)                                  |
| Malayalam                  | Stephanose                                                                                      |
| Maltés                     | Stiefnu                                                                                         |
| Neerlandés                 | Stefan, Stefaan, Stephanus                                                                      |
| Noruego                    | Stefan                                                                                          |
| Polaco                     | Stefan, Szczepan                                                                                |
| Portugués                  | Estêvão                                                                                         |
| Rumano                     | Ştefan                                                                                          |
| Ruso                       | Степан (Stepan)                                                                                 |
| Sardo                      | Stèvini                                                                                         |
| Serbio                     | Стефан, Стеван, Степан, Шћепан, Стијепо, Стево (Stefan, Stevan, Stepan, Šćepan, Stijepo, Stevo) |
| Sueco                      | Stefan, Staffan, Stephan, Steffo                                                                |

## Santoral
- Esteban (protomártir), de la Iglesia católica.
- Esteban I de Hungría, santo y rey de Hungría.